# Tigranes VI
Tigranes VI (Armeens: Տիգրան Զ) was koning van Armenië van 58 tot 63 na Chr. Hij droeg de bijnaam de Cappadociër.
Tigranes was een kleinzoon van Alexander, een zoon van Herodes de Grote, en Glaphyra, de dochter van Archelaüs van Cappadocië, en stamde daarmee af van vermaarde voorouders. Tigranes' vader heette eveneens Alexander.
Tigranes groeide op in Rome was een marionet van de Romeinen tijdens de Romeins-Parthische Oorlog (54-64). Toen in 51 usurpator Rhadamistus zijn schoonvader Mithridates van Armenië vermoordde, verbrak hij het broze bestand tussen Romeinen en Parthen over de kwestie Armenië. De Parthische koning Vologases I maakte van de gelegenheid gebruik om zijn halfbroer Tiridates I op de Armeense troon te zetten. Pogingen de kwestie op diplomatieke wijze op te lossen mislukten en in 58 trok Gnaius Domitius Corbulo op naar Armenië. Hij heroverde het gebied, zette Tiridates af en benoemde op last van keizer Nero Tigranes tot Romeinse vazalkoning over Armenië. 
Tijdens zijn regering veroverde Tigranes de Parthische vazalstaat Adiabene en voegde deze aan het koninkrijk Armenië toe. Dit lokte echter een reactie van Vologases uit. In 62 viel hij opnieuw Armenië binnen. Hij verdreef Tigranes en sloeg het beleg om Tigranocerta, de tweede stad van Armenië. Het lukte hem echter niet de stad te veroveren. Met de daarop volgende onderhandelingen tussen Vologases en Nero werd overeengekomen dat Tiridates koning van Armenië zou worden, maar zou regeren als vazalkoning van de Romeinen.
Tigranes had een zoon, genaamd Alexander. Onder keizer Vespasianus werd hij de laatste koning van Cilicia.